# Fundación Heydar Alíyev
La Fundación Heydar Alíyev (en azerí: Heydər Əliyev Fondu) es una organización social y pública sin ánimo de lucro de Azerbaiyán. La presidenta actual es Mehriban Aliyeva. La fundación lleva el nombre del expresidente de Azerbaiyán, Heydar Alíyev, el padre del actual presidente Ilham Alíyev.

## Historia
La inauguración oficial de la Fundación fue el 10 de mayo de 2004. 
Los objetivos de la Fundación:
- Apoyar y propagar la política de desarrollo socioeconómico y cultural del país;
- Ayudar en la implementación de programas y proyectos a gran escala;
- Desarrollar e implementar programas y proyectos relacionados con la ciencia, la educación, la cultura, la salud, los deportes, la ecología y etc.;
- Ampliar la cooperación y proyectos conjuntos;
- Colaborar con instituciones educativas de la república y países extranjeros
- Ayudar a llevar a cabo investigaciones científicas;
- Organizar el intercambio de académicos con conocidos centros de investigación en el extranjero.

## Actividad
En 2016 las catacumbas de San Marcelino y San Pedro fueran restauradas por la fundación Heydar Alíyev en base a un acuerdo firmado en 2012.
La fundación Heydar Alíyev es la iniciadora y principal patrocinadora del Festival Internacional “Mundo del Mugam”.